# Matthew Breeze
Pour les articles homonymes, voir Breeze.
Matthew Christopher Breeze est un arbitre australien de football, né le 10 juin 1972. Il exerce également la profession d'officier de police.

## Controversé dans son pays
Breeze est très controversé dans son pays notamment pour avoir expulsé le joueur Mathew Kemp, qui suspendu n'a pas pu participer à la finale du Grand Adelaide United, ce qui a "entrainé" une défaite de l'Adelaide United 6-0 contre Melbourne Victory.

## Carrière internationale
Breeze arbitra son premier match internationale le 11 avril 2000 dans un match entre les Fidji et Vanuatu qui se termina par une victoire 4-1 des Fidji.

### Coupe d'Océanie de football 2002
Breeze arbitra 3 matchs lors de cette compétition: Papouasie-Nouvelle-Guinée/Iles Salomon qui s'achévera sur un score nul et vierge, le match opposant Tahiti et l'Iles Salomon qui vit une victoire tahitienne 3-2 et la seconde demi-finale entre la Nouvelle
-Zélande et Vanuatu qui s'acheva par une victoire de la Nouvelle-Zélande 3-0 et qui seront les futurs vainqueurs de la compétition.

### Coupe du monde de football des moins de 20 ans 2003
Breeze commence son parcours le 29 novembre 2003 avec le match entre l'Irlande et Arabie Saoudite (2-1). Son deuxième match est riche en but avec une victoire de la Colombie 4-1 sur le Japon. Il arbitre un troisième match dans les groupes celui entre les États-Unis et la Corée du sud qui verra une victoire américaine 2-0 (les buts sont tous des pénaltys).
Il a la chance d'arbitrer l'avant-dernier de la coupe, celui de la troisième place qui s'achévera par une victoire colombienne 2-1 sur les Argentins.

### Coupe d'Océanie de football 2004
Breeze arbitre sa deuxième Coupe d'Océanie et arbitre le match Papouasie-Nouvelle-Guinée/Vanuatu qui se termine en match nul 1-1. Cinq jours plus tard, il est au sifflet lors de la victoire du Vanuatu 3-0 sur les Samoa.
Il arbitre le match Vanuatu/Fidji (3-0) quelques jours plus tard.

### Kirin Cup 2004
Matthew Breeze arbitra le premier des trois matchs de cette compétition qui fut la confrontation entre le Japon, futur vainqueurs de cette coupe, et la Slovaquie. Le Japon remporta ce match 3-1.

### Coupe des confédérations 2005
L'arbitre australien fut sélectionné pour la coupe préparatrice de la Coupe du monde de football 2006 en Allemagne. Il arbitra le match Japon/Mexique dans les groupes qui se solda par une victoire surprise du Mexique 2-1. Il arbitra aussi le match pour la troisième place entre l'Allemagne qui s'imposera 4-3 après prolongations face au Mexique. À noter qu'il exclura à la 54e minute, l'attaquant allemand Mike Hanke.

### Coupe d'Asie des nations de football 2007
Ce sera trois matchs que l'australien arbitra durant cette coupe du monde: le match nul entre le Japon et le Qatar; la victoire 4-1 de l'équipe nippone sur le Vietnam et la seconde demi-finale de la coupe avec la victoire de l'Arabie Saoudite sur le Japon 3-2.

### Coupe du monde de football des moins de 17 ans 2007
Le premier match de Matthew sera riche en but avec une victoire de l'Espagne 4 buts à 2 sur le  Honduras; il distribuera quand même sept cartons jaunes durant ce match.
Son second est la confrontation entre le Nigeria et Haïti qui se terminera sur une victoire de l'équipe africaine 4-1; durant ce match, il exclura Fabien Vorbe après un second avertissement.
Une bonne note dans les deux matchs lui permette d'arbitrer le troisième huitième de finale entre le Pérou et le Tadjikistan qui après 1-1 à la fin des prolongations vera une victoire péruvienne aux tirs au but.
Le parcours se termine avec le troisième quart de finale entre l'Argentine et le Nigeria. Le Nigéria jouant à domicile fait l'exploit de battre l'un des deux pays les plus forts de l'amérique du sud 2-0.

### Coupe d'Océanie de football 2008
Breeze arbitre sa troisième coupe d'océanie en 2008. Mais il n'y arbitre qu'un seul match celui de la victoire de la Nouvelle-Calédonie sur les Fidji 4-0.

### Coupe des confédérations 2009
Choisi pour arbitrer cette coupe, Matthew commence avec une victoire de l'Espagne par 1-0 sur l'Irak. Il retrouvera cette équipe d'Espagne en arbitrant le match pour la 3e place contre l'Afrique du sud qui se soldera par une victoire hispanique dans la douleur 3-2. Matthew sortira 7 cartons jaunes.

### Coupe du monde de football des clubs 2009
L'arbitre originaire de Sydney arbitra le match pour la 3e place entre Pohang Steelers et CF Atlante. Le match se terminera aux tirs au but (1-1 après prolongations) avec une victoire 4-3 de l'équipe sud-coréenne.